# Kristine Sutherland
Kristine Sutherland, echte naam Kristine Young (Boise, Idaho, 17 april 1955), is een Amerikaanse actrice die bekend is geworden door haar rol als Joyce Summers in de televisieserie Buffy the Vampire Slayer. Ze genoot middelbaar onderwijs in Lexington, Kentucky waar ze deelnam aan toneellessen. Ze is getrouwd met John Pankow, bekend van zijn rol als Ira in de televisieserie Mad About You.

## Filmografie
- Legal Eagles (1986) - Secretaresse #2
- Honey, I Shrunk the Kids (1989) - Mae Thompson
- The Perfect Wedding (2012) - Meryl Fowler
- Russian Doll (2016) - Marjorie Ames

### Televisie
*Exclusief eenmalige gastoptredens
- Easy Street (1986-1987) - Martha
- Buffy the Vampire Slayer (1997-2002) - Joyce Summers / First Evil
- One Life to Live (2010-2011) - Dean McKenzie